# Tamara Costache
Tamara Costache (* 23. Juli 1970) ist eine ehemalige rumänische Schwimmerin.
Die Spezialistin für kurze Freistilstrecken wurde sowohl erste Europa- wie auch Weltmeisterin über 50 m Freistil. Sie gewann den europäischen Titel bei den Weltmeisterschaften 1986 in Madrid und den europäischen Titel bei den Titelkämpfen 1987, als sie zusätzlich hinter Kristin Otto die Silbermedaille über 100 m Freistil gewann. Mit Micrea Hohoiu hatte sie den gleichen Trainer wie zeitweise auch Michael Gross.
Im Jahr 1988 beendete sie ihre Laufbahn.